# Anna Mjöll
Anna Mjöll Ólafsdóttir (* 7. Januar 1970 in Reykjavík) ist eine isländische Jazzsängerin und Komponistin.

## Leben und Wirken
Anna Mjöll kommt aus einem musikalischen Elternhaus. Sie lernte Klavier, Gitarre und Cello und studierte Musik in Paris und Los Angeles. Sie wurde ausgewählt, Island beim Eurovision Song Contest 1996 in Oslo zu vertreten. Mit dem Jazzpop-Song Sjúbidú („Schubiduu“), den sie zusammen mit ihrem Vater geschrieben hatte, landete sie auf Platz 13.
Nach dem Wettbewerb war sie einige Jahre als Backgroundsängerin für Julio Iglesias tätig. Mehrere Soloalben von ihr im Bereich Jazz folgten. Sie wechselte ihren Wohnort nach Los Angeles und ist dort auch als Gesangslehrerin tätig.

## Diskographische Hinweise
- Shadow of Your Smile (Tonaljon, 2009)
- Christmas JaZZmaZ (2010, mit Vinnie Colaiuta)